# لامار
لامار (انگلیسی: Lamar) شرکت املاک آمریکایی است، که در سال ۱۹۰۲ تأسیس شد.